# 冨岡美希
冨岡 美希（とみおか みき、1980年4月7日 - ）は、長野県を拠点に活動している日本のフリーアナウンサー。

## 略歴
熊本県出身。血液型A型。熊本県立人吉高等学校、日本大学理工学部建築学科卒業。
アナウンサーになる前にはアウラ・エージェントに所属し、モデルとして活動。TOKYO AUTOSALON 2006 with NAPACでオートバックスブースのコンパニオンなどを務めた。
2006年5月1日に長野朝日放送に入社。報道制作局制作部に所属し、同局のアナウンサーになる。
その後、2014年6月30日付で制作部から報道制作局報道部へ異動。報道記者になり、以後はニュースの取材を担当していた。ちなみに報道部異動後の冨岡の席は、制作部時代にいた場所のすぐ後ろ（わずか1メートル先）であった。
後に長野朝日放送を退社し、フリーアナウンサーになる。フリーに転じてからも、同局の番組に出演し続けている。また、福祉住環境コーディネーターと日本キャンドル協会インストラクターの資格を取得し、長野市内でキャンドル作りの講座を開いている。

## 担当番組
すべて長野朝日放送の番組。
- おぉ!信州人 - 旅リポーター
- ザ・駅前テレビ - 温泉コーナーナレーター（りんご丸の声も担当[1]）
- 駅テレプラス
- 情報パラダイス
- abnステーション（ - 2011年9月） - 中継リポーター、天気コーナー担当、企画リポーター
- 快適！エコライフ住宅 - ナレーター
- とれたてJOHO
- 今ドキ!昼ドキッ - リポーター
- 今ドキ!ゆうドキッ - リポーター
- abnニュース&天気予報